# 9105 Matsumura
9105 Matsumura (1997 AU) là một tiểu hành tinh vành đai chính được phát hiện ngày 2 tháng 1 năm 1997 bởi T. Kobayashi ở Oizumi.